# Hôtel Ravel d'Esclapon
L’hôtel Ravel d'Esclapon (ou Boyer de Fonscolombe) est un hôtel particulier situé à Aix-en-Provence, dans le département des Bouches-du-Rhône.

## Histoire
Le compositeur Emmanuel de Fonscolombe (1810-1875) y a habité.
Ce bâtiment fait l’objet d’une inscription au titre des monuments historiques depuis le 14 décembre 1989.